# Daren Kagasoff
Pour les articles homonymes, voir Lautner.
Daren Kagasoff, né le 16 septembre 1987 à Encino (Los Angeles) en Californie, est un acteur américain connu pour incarner le rôle de Ricky Underwood dans la série dramatique La Vie secrète d'une ado ordinaire ou encore de Trevor dans Ouija.

## Biographie
Daren Kagasoff est né le 16 septembre 1987 à Encino (Los Angeles), Californie.
Sa mère, Elise Kagasoff est designer et son père, Barry Kagasoff est vendeur de carreaux.
Il est le deuxième enfant d'une fratrie de trois enfants ; il a un frère aîné Justin, et une sœur cadette, Natalie.
Il a fait partie de l'équipe de baseball de son lycée.
Durant ses études à l'Université d'État de San Francisco, il a décidé de devenir acteur. Il a alors emménagé à Los Angeles et a tenu le rôle principal d'une pièce de théâtre Suburbia tiré du film du même nom.

## Carrière
Après avoir suivi des cours de comédie, il a commencé à auditionner pour la télévision et des films. Parmi l'une de ses premières auditions, il a été choisi par la réalisatrice Brenda Hampton pour jouer le rôle de Ricky Underwood dans la série, La Vie secrète d'une ado ordinaire avec Shailene Woodley.
Dans une interview, il a déclaré vouloir une carrière similaire à celle de Leonardo DiCaprio et Emile Hirsch. Son personnage Ricky Underwood est souvent comparé à celui de l'acteur Luke Perry dans Beverly Hills 90210.
Il débute en 2014 au cinéma dans le film d'horreur Ouija. Cette même année, il obtient un rôle secondaire dans Red Band Society et il apparaît dans un épisode de Stalker.
En 2017, il est présent lors d'un épisode de S.W.A.T.
En 2019, il revient à la télévision dans The Village, mais la série est annulé après une saison.
En 2022, il joue dans le film Devotion.

## Filmographie

### Cinéma

#### Longs métrages
- 2014 : Ouija de Stiles White : Trevor
- 2022 : Devotion de J. D. Dillard (en) : Bill Koenig

### Télévision

#### Séries télévisées
- 2008 - 2013 : La Vie secrète d'une ado ordinaire (The Secret Life of the American Teenager) : Richard "Ricky" Underwood
- 2014 : Stalker : Eric Bates
- 2014 : Blue : Daren
- 2014 - 2015 : Red Band Society : Hunter
- 2017 : S.W.A.T. : Gordon
- 2019 : The Village : Gabe Napolitano